# Лесное право
Лесное право - это комплекс норм права, регулирующий отношения по использованию и охране лесных ресурсов.
В связи с особенностями предмета регулирования, лесное право тесно взаимодействует с экологическим правом и земельным правом, при этом в юридической науке нет однозначного мнения, является ли лесное право самостоятельной отраслью права..
Основными источниками российского лесного права являются Конституция Российской Федерации (ст. 9, 72 и др.) Лесной кодекс РФ , иные федеральные законы и нормативные правовые акты субъектов Российской Федерации, нормативные правовые акты органов местного самоуправления.
Лесное право направлено на сохранение и рациональное использование лесных ресурсов, их восстановление и обеспечение охраны и защиты